# Шквал (журнал)
«Шквал» — ілюстрований громадсько-політичний і літературний двотижневик, від 1926 тижневик, видання газети «Известия» Одеського губкому КП(б)У, губвиконкому та губпрофради.
Виходив у Одесі 1924 — 33, до ч. 8 1929 російською мовою з додатками — 1926 «Наука и техника» (8 чч.), «Работница и домашняя хозяйка» (1926 — 27, 9 чч.) і «Спорт» (8 чч.); 1927 з додатком «Наука и искусство» (2 чч.). З 1929 (з 9 ч.) «Шквал» виходив українською мовою як додаток до газети «Чорноморська Комуна». 
У журналі містилися літературні твори І. Микитенка, П. Панча, В. Сосюри, Ю. Яновського та російських письменників М. Горького, В. Маяковського й інших. 1933 на ч. 3 видання припинено і «Шквал» об'єднано з журналом «Металеві дні» під назвою «Літературний Жовтень».